# Lișiță

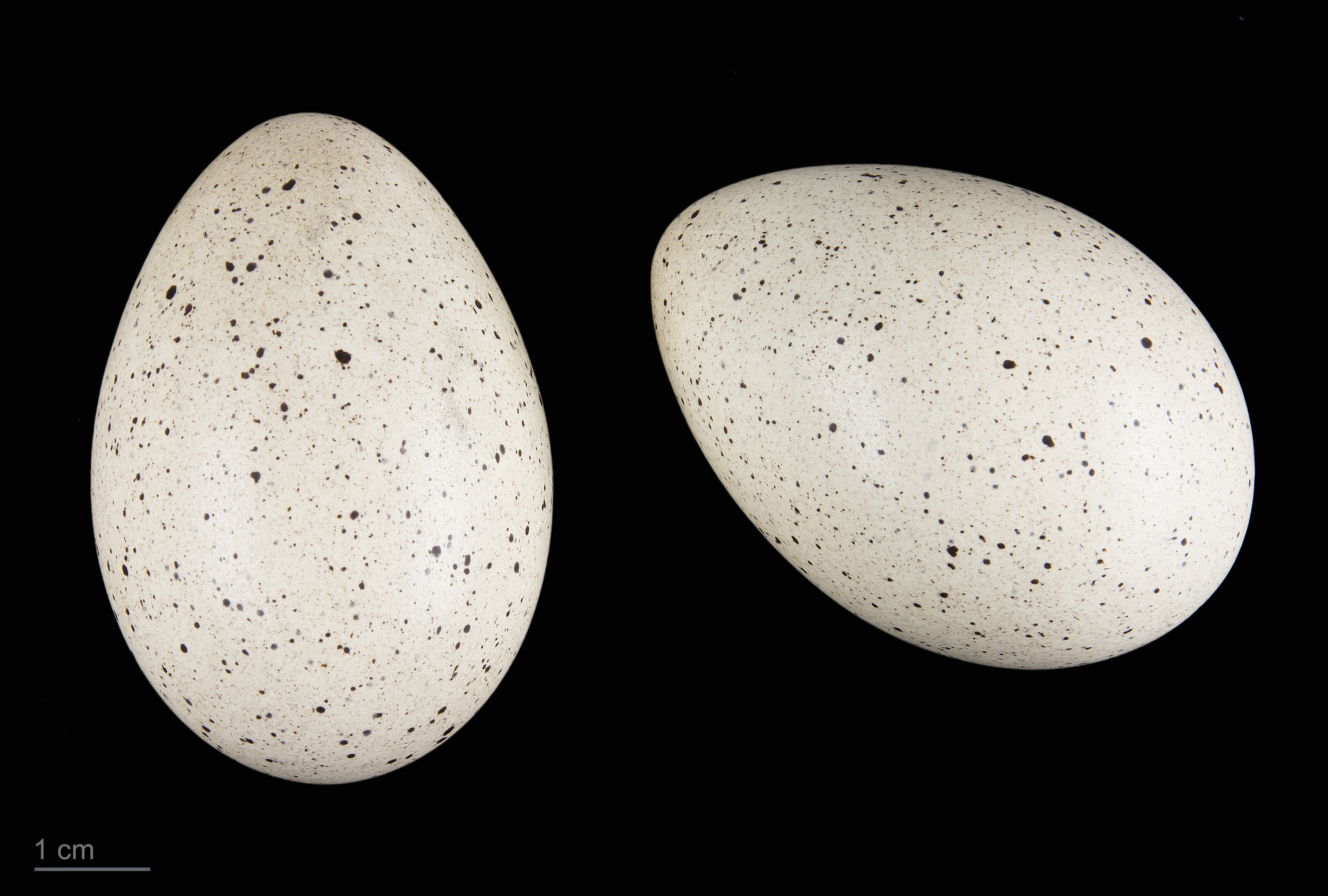
Fulica atra - MHNT

Lișița (Fulica atra) este o pasăre acvatică migratoare din familia ralide care se cuibărește în regiunile temperate și calde din Europa, Asia, Africa de Nord, India, Australia, Noua Zeelandă, Noua Guinee. Este comună pe lângă lacurile și iazurile de la altitudini joase, cu vegetație abundentă. În România și Republica Moldova este prezentă aproape în toate bălțile cu stuf și papură. Toamna migrează pentru iernare în vestul Europei și în ținuturile din jurul Mării Mediterane; populațiile din sud-estul arealului de cuibărit iernează în sudul și estul Asiei. Migrează în timpul nopții, pleacă spre zonele de iernat prin septembrie, iar călătoria de întoarcere începe prin luna februarie. Este de mărimea unei rațe.  Lungimea corpului este de 36-43 cm, anvergura aripilor de 65-75 cm, iar greutatea medie de 800 g. Longevitatea maximă cunoscută este de 20 ani. Are penajul de culoare cenușie-neagră, fruntea și ciocul albe, capul și gâtul negre. Picioarele sunt verzi, cu nuanțe portocalii în partea de sus; degetele și palmatura acestora cenușii. Degetele picioarelor nu au membrane interdigitale, însă sunt înzestrate cu lobi laterali, adaptate la deplasarea pe substrat moale. Sexele nu se pot diferenția (nu prezintă dimorfism sexual), însă femelele au o greutatea mai mică. Se hrănește în principal cu vegetale acvatice: frunze, muguri, vârfuri proaspete de ierburi, semințe de buruieni acvatice, mai rar cu insecte acvatice și larvele lor, moluște, peștișori, mormoloci. Înoată foarte bine și se cufundă frecvent în apă după hrană. Deși se înalță greu de pe apă, bătând pe distanțe mari apa cu picioarele, după ce ajunge în aer poate parcurge, cu ușurință, distanțe foarte mari. Un exemplar de lișiță a parcurs în timpul migrației 730 km în 48 ore. Când înoată are aceleași mișcări de ridicare ritmică a capului ca și la găinușa de baltă. Nu ține coada în sus, iar pe uscat umblă puțin gheboasă. Este o specie monogamă și extrem de teritoriala în sezonul de împerechere, fiind agresivă fața de exemplarele din propria specie sau din alte specii. Păsările care își dispută teritoriul se amenință reciproc, cu pieptul adâncit în apă și se reped una spre cealaltă cu picioarele, bătând din aripi. Cuibul și-l face în general între trestii, papură și alte plante; uneori pe suprafața apei, în crengile care atârnă sau care sunt culcate pe apă. Cuibul format din tulpini uscate și frunze de stuf, rogoz are forma unei ulcele cuprinzătoare și este construit de femelă cu materialul adus de mascul. În apropierea cuibului mai construiește un cuib suplimentar care-i servește pentru odihnă. Ponta are loc de la mijlocul lui martie. Ouăle, în număr de 8-10, depuse zilnic, sunt netede, cu un luciu slab, izabel deschis, cu pete și puncte maro-închis și negre, ele au o dimensiune medie de 53×36 mm. Adeseori au câte doua sau trei ponte pe an. Incubația ouălor durează 21-24 de zile. Clocitul începe după depunerea a 1-2 ouă și este asigurat, pe rând, de ambele sexe. Puii sunt nidifugi, fiind acoperiți cu puf cenușiu pe spate și negru pe cap la eclozare; ei au creasta golașă, roșcată, ciocul roșcat cu vârful alb, picioarele gri-negricioase. Ambii părinți îngrijesc puii; în primele 3-4 zile ei sunt acoperiți de femelă și hrăniți de mascul. La o lună puii își caută singuri hrana; la 8 săptămâni devin total independenți. Este o specie de vânat. Vânarea în România este permisă în perioada 1 septembrie - 28(29) februarie. Specia Fulica atra include 4 subspecii: atra, lugubris, novaeguineae și australis. În România și Republica Moldova cuibărește subspecia Fulica atra atra. Populația cuibăritoare din România este estimată pe timpul verii la 67.000-79.000 de perechi de lișițe, iar în iernile blânde în timpul pasajului la 80.000-140.000 de perechi, care sosesc din nordul Europei și se concentrează pe litoralul românesc, în bălțile neînghețate.